# Bitwa pod Maharuga
Bitwa pod Maharuga – starcie zbrojne, które miało miejsce 24 grudnia 1913 w trakcie walk włosko-libijskich
Dnia 23 grudnia 1913 r. oddział włoski w sile 900 żołnierzy z 10 działami pod dowództwem gen. Antonio Miani rozpoczął marsz z Fezzanu w kierunku oazy Agar. W rejonie wzgórz Maharuga (Mahruka) Włosi natknęli się na 2 000 beduińskich wojowników pod wodzą szejka Mohameda ben Abdallaha. Włosi, chcąc się przebić rozpoczęli atak na przeciwnika, który bezskutecznie starał się okrążyć wojska Mianiego. W trakcie zaciętej 8-godzinnej walki Włosi używając broni maszynowej i dział ostatecznie rozbili Beduinów, którzy stracili 250 zabitych i kilkuset rannych. Po stronie włoskiej zginęło 79 ludzi a 18 zostało rannych. 